# Friedrich Engelhorn

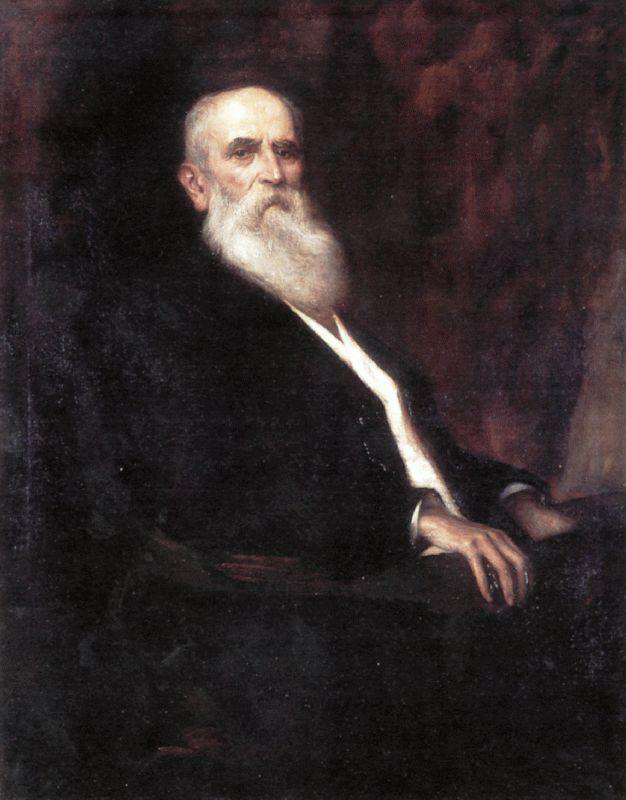
Friedrich Engelhorn um 1900, von Otto Propheter

Friedrich Engelhorn (* 17. Juli 1821 in Mannheim; † 11. März 1902 ebenda) war ein deutscher Unternehmer. Im Jahr 1865 gründete Engelhorn in Mannheim die Badische Anilin- & Soda-Fabrik AG (BASF), deren Werksgelände im auf der anderen Rheinseite gelegenen pfälzischen Ludwigshafen am Rhein angesiedelt wurde.

## Jugend
Friedrich Engelhorn wurde in Mannheim als viertes Kind des Bierbraumeisters Johann Engelhorn (1793–1880) und seiner Ehefrau Christine geb. Schäffer (1798–1883) geboren. Die Familie Engelhorn war ursprünglich in Hockenheim beheimatet, sein Großvater Conrad Engelhorn ließ sich 1788 in Mannheim nieder. Sein Vater betrieb das an den Planken gelegene Gasthaus Stadt Augsburg in P 5,1. Ab 1830 besuchte Friedrich Engelhorn das Mannheimer Lyzeum (heute: Karl-Friedrich-Gymnasium). Nach vier Schuljahren verließ er 1834 die Schule vorzeitig und absolvierte anschließend eine dreijährige Ausbildung zum Gold- und Silberschmied. Danach begab er sich von 1837 bis 1846 auf Wanderschaft, die ihn nach Mainz, Frankfurt, München, Wien, Genf, Lyon und Paris führte.

## Goldschmied

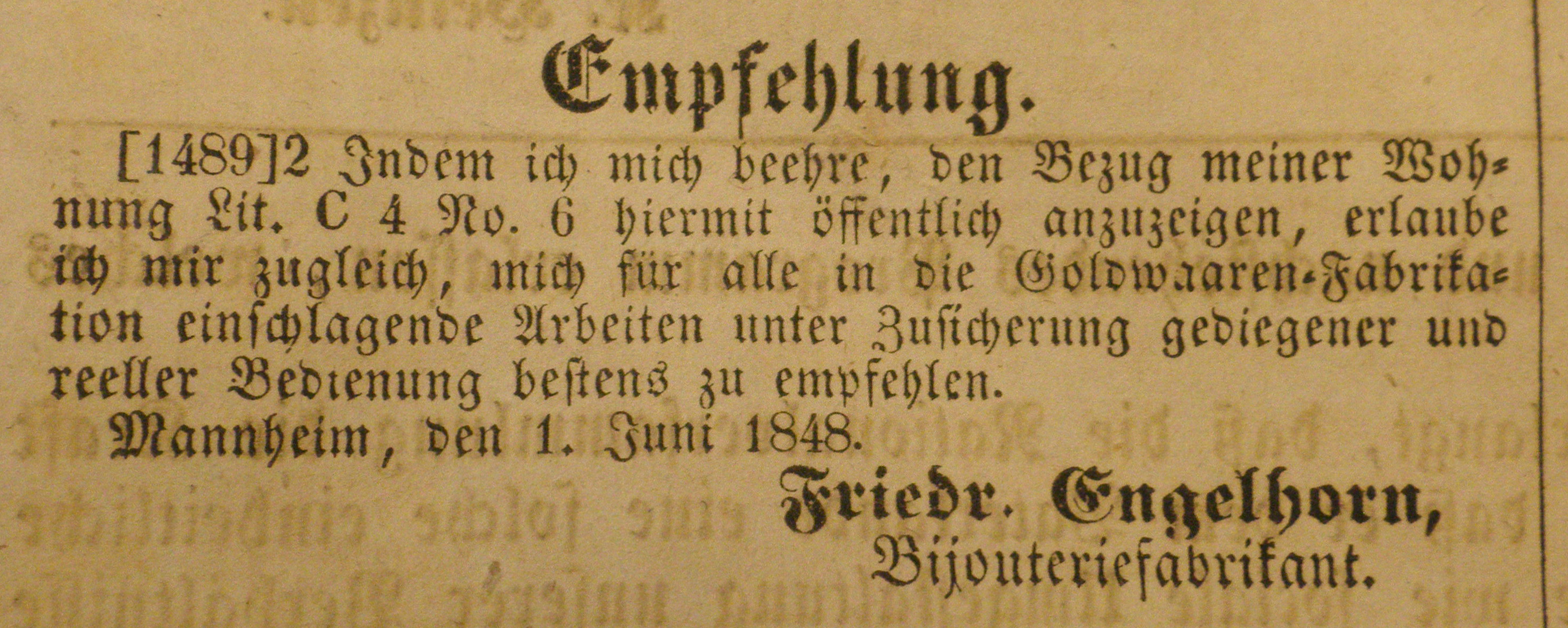
In seiner Heimatstadt übte Friedrich Engelhorn zunächst den Beruf eines Goldschmieds aus

Am 14. November 1846 legte Friedrich Engelhorn in Mannheim die Meisterprüfung als Goldschmied ab und wurde im März des folgenden Jahres in die örtliche Goldschmiedeinnung aufgenommen. Zunächst ging er dem Handwerk in seinem Elternhaus nach. Er spezialisierte sich auf die Herstellung von Schmuck und wurde in zeitgenössischen Dokumenten als „Bijouterie-Fabrikant“ und „Juwelier“ bezeichnet. Bald nach Eröffnung seines Geschäfts beschäftigte Engelhorn mehrere Mitarbeiter. Schließlich erwarb er 1847 das in den Mannheimer Stadtquadraten gelegene Haus C 4, 6, das er im Sommer 1848 bezog.

## In der 1848er Revolution
In den Jahren 1848 und 1849 war Friedrich Engelhorn während der Badischen Revolution auf vielfältige Weise politisch engagiert. Als Wahlmann nahm er an der Wahl des Mannheimer Abgeordneten für die Nationalversammlung teil, die sich im Mai 1848 erstmals in der Frankfurter Paulskirche versammelte. Ab Herbst 1848 war Friedrich Engelhorn als Offizier in der Mannheimer Bürgerwehr aktiv.
Als die Preußische Armee während ihres Feldzugs gegen die revolutionäre Erhebung im Großherzogtum Baden die Stadt Mannheim einzuschließen drohte, wurde Friedrich Engelhorn im Juni 1849 schließlich der Oberbefehl über die Bürgerwehr übertragen. Durch einen resoluten persönlichen Einsatz gelang es ihm, eine friedliche Übergabe der Stadt zu erreichen und eine unnötige Zerstörung Mannheims zu verhindern. Mit Hilfe zur Gegenrevolution übergelaufener Dragoner ließ Engelhorn die mit 80.000 Gulden reich gefüllte Kasse der Regierung des Unterrheinkreises sichern, mit der die Revolutionäre fliehen wollten. Auf Engelhorns Anweisung hin wurden umgehend strategisch wichtige Punkte in der Stadt besetzt. Durch eine geschickte Finte gelang es ihm, die Kanonen der Revolutionäre in die Hände der Gegenrevolutionäre zu spielen. Dass die Preußen wenige Stunden später die Stadt kampflos besetzen konnten, war im Wesentlichen das Verdienst Engelhorns. Sein couragiertes Auftreten wurde in einem Bericht im Mannheimer Stadtratsprotokoll festgehalten, der besagt, dass sich „Oberst Engelhorn [...] nach dem Zeugnis aller [...] an diesem Tage mit großer Energie benahm“ und durch seinen Einsatz „eine blutige Katastrophe“ verhindert werden konnte.

## Als Gasunternehmer

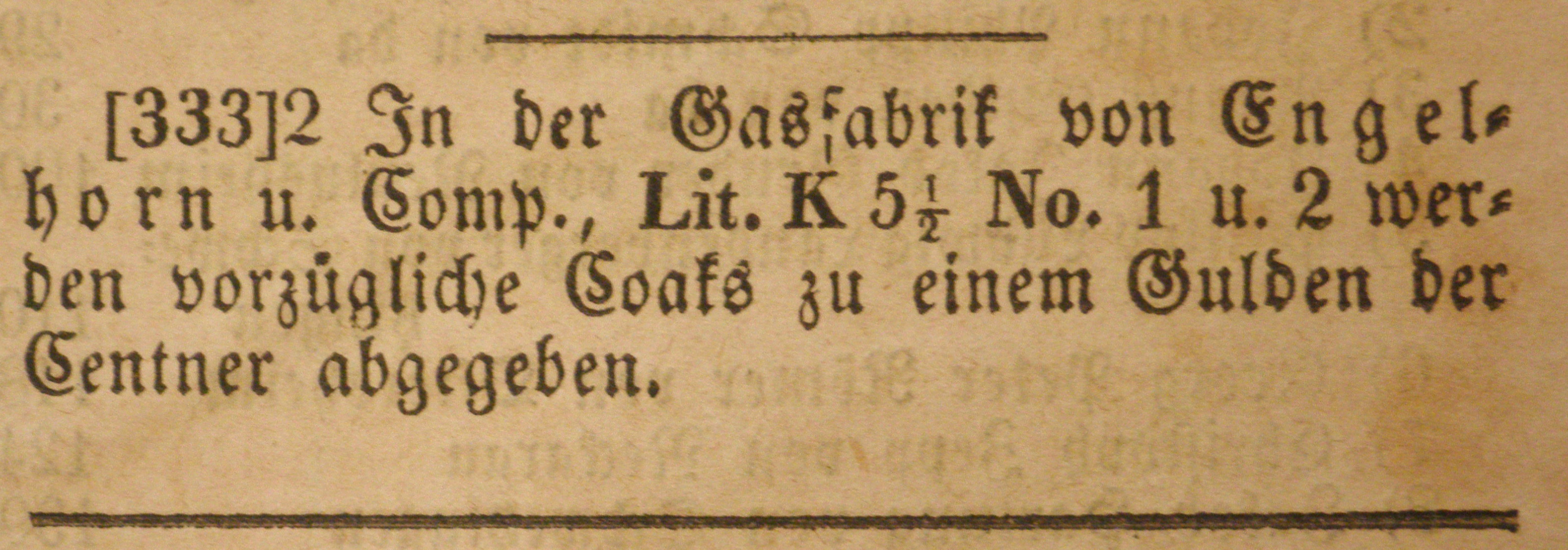
Ab 1848 privates Gaswerk in Mannheim

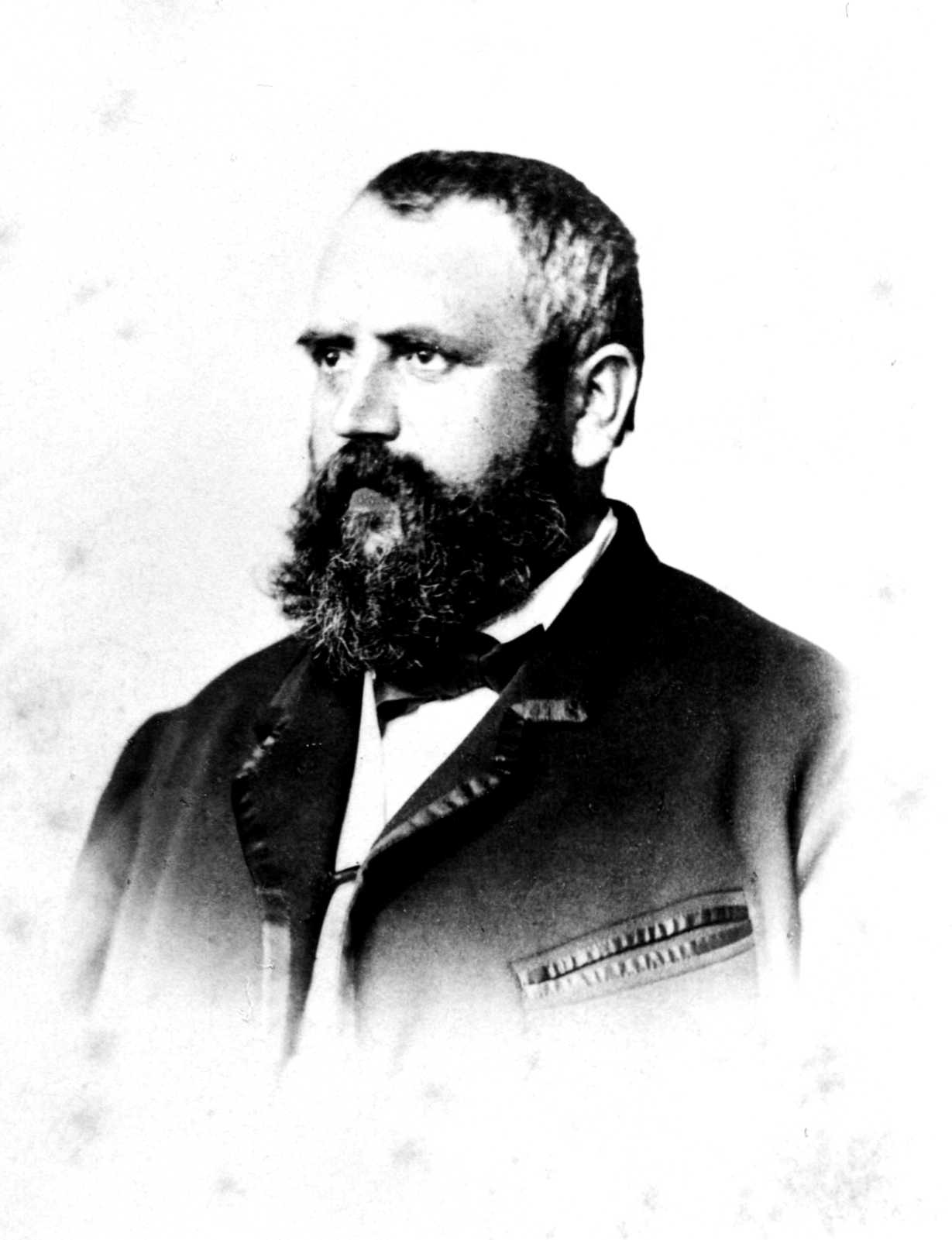
Friedrich Engelhorn um 1855

Da infolge der durch die Revolution ausgelösten Wirtschaftskrise Engelhorns Goldschmiedewerkstatt in Schwierigkeiten geriet, suchte er sich im Sommer 1848 ein anderes Betätigungsfeld. Mit zwei Partnern gründete er ein Gaswerk, das im Spätjahr 1848 die Produktion aufnahm.
Aufgrund seiner Erfahrung als Gasfabrikant wurde ihm 1851 zusammen mit Friedrich Sonntag aus Mainz und Nepomuk Spreng aus Karlsruhe der Bau des städtischen Gaswerks übertragen. Nach dessen Inbetriebnahme im Dezember desselben Jahres übernahm Friedrich Engelhorn die kaufmännische Leitung der Anlage.
Bei der Herstellung des Leuchtgases entstand Steinkohlenteer, ein lästiges Abfallprodukt. Engelhorn hörte von der Möglichkeit, Farbstoffe aus Steinkohlenteer-Destillaten herzustellen, denn dem Engländer William Henry Perkin (1838–1907) gelang es 1856 als Erstem, aus deutschen Steinkohlenteer-Destillaten Anilin-Violett (Mauvein) zu synthetisieren. Justus von Liebig hatte auch darauf hingewiesen, dass man mit diesem Steinkohlenteer roten Farbstoff oder Indigo herstellen könnte.
Engelhorn gründete eine Fabrik und sicherte sich die Mitarbeit des Chemikers Carl Clemm, der bei Justus von Liebig studiert hatte. Zusammen mit Carl Clemm, seinem langjährigen Partner Nepomuk Spreng und dem Mannheimer Kaufmann Otto Dyckerhoff gründete er am 19. Juni 1861 die Anilinfarbenfabrik Dyckerhoff, Clemm und Comp. Das Grundkapital der offenen Handelsgesellschaft betrug 100.000 Gulden. Bereits ein Jahr zuvor hatte Engelhorn im Juli 1860 ein ehemaliges Hüttenwerk im Mannheimer Stadtteil Jungbusch ersteigert, das als Produktionsstätte diente. Seine neuen Farbstoffe vertrieb er weltweit, auf dem europäischen Festland übernahm dies das Handelshaus Knosp in Stuttgart.
Zwei Jahre später schied Dyckerhoff aus dem Unternehmen aus und an seiner Stelle trat August Clemm – der jüngere Bruder von Carl Clemm – in die Gesellschaft ein. Der Firmenname wurde in Sonntag, Engelhorn und Clemm geändert.

## Gründung der BASF
Für die Produktion der Anilinfarben benötigte die Firma Sonntag, Engelhorn und Clemm verschiedene Säuren, die sie vom Verein Chemischer Fabriken in Mannheim bezog. Engelhorn erkannte, dass sich die Gewinne erheblich steigern ließen, wenn der gesamte Fertigungsprozess vom Rohstoff zum Endprodukt in einer Hand lag. Daher strebte er eine Zusammenarbeit mit dem Verein Chemischer Fabriken an. Im Frühjahr 1864 wurde ein Fusionsvertrag zwischen beiden Gesellschaften unterzeichnet. Doch lehnten die Aktionäre des Vereins das Angebot ab.

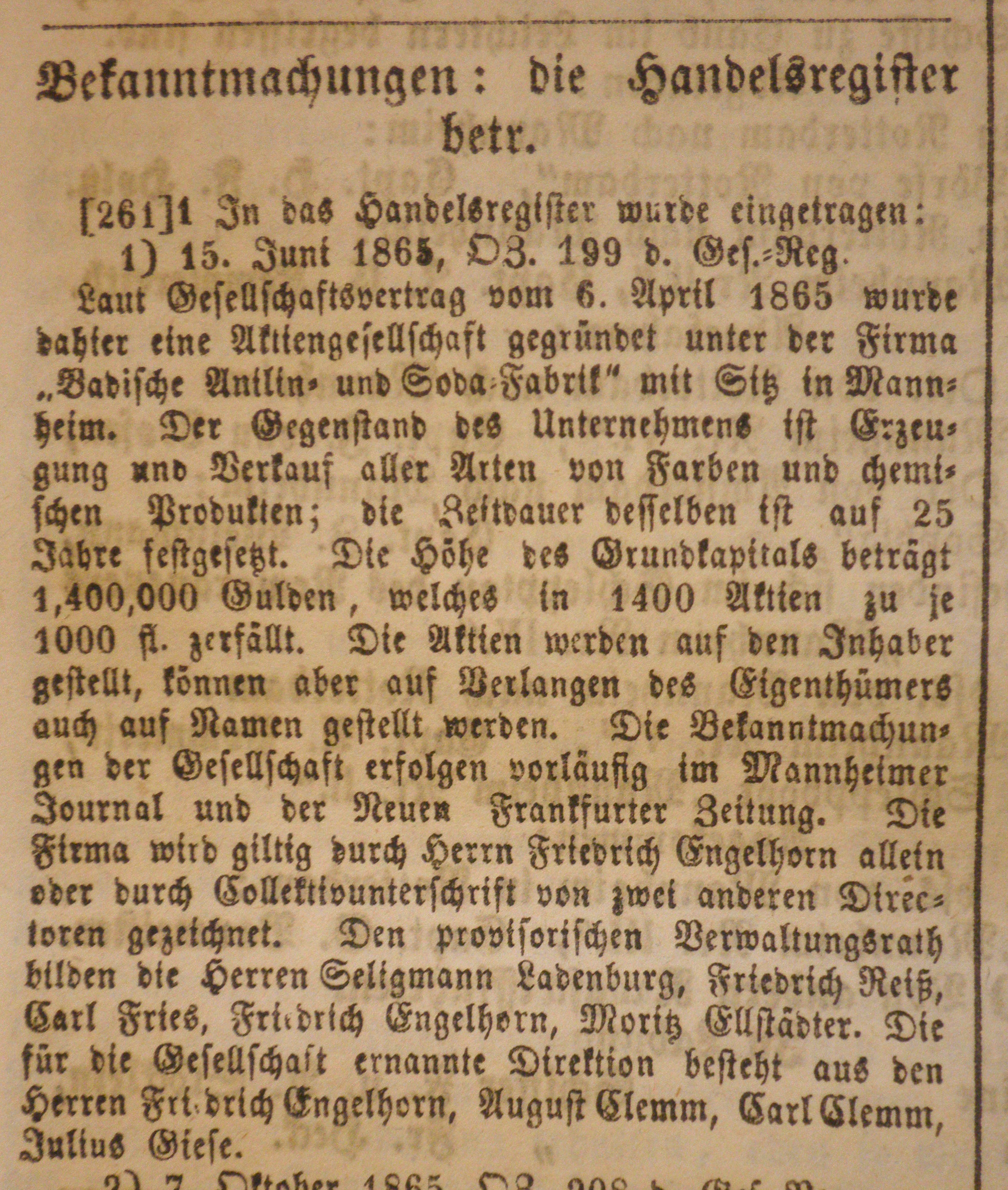
Im Juni 1865 wurde die Badische Anilin- & Soda-Fabrik ins Handelsregister eingetragen

Nachdem die Zusammenarbeit mit dem Verein Chemischer Fabriken gescheitert war, entschied Engelhorn, die Produktion der Ausgangsstoffe in eigener Regie vorzunehmen. Zusammen mit acht Teilhabern gründete er im April 1865 die Badische Anilin- & Soda-Fabrik (BASF). In das Direktorium des Unternehmens wurden Friedrich Engelhorn, die beiden Chemiker Carl und August Clemm und der Techniker Julius Giese berufen. Engelhorn wurde zudem im Verwaltungsrat der Gesellschaft aktiv.
Da das bisherige Gelände nun zu klein war, wollte Engelhorn ein Grundstück am linken Neckarufer, südwärts der heutigen Ebertbrücke erwerben, das in der Nähe des Mannheimer Tattersalls lag. Im Auftrag der BASF verhandelte das Bankhaus W. H. Ladenburg & Söhne mit der Stadt Mannheim über den Verkauf von 40 Morgen Land. Der Stadtrat war einverstanden, doch das letzte Wort hatte der Bürgerausschuss. Nun zeigte auch der Verein Chemischer Fabriken zum Schein Interesse an dem Areal und gab ein um mehrere tausend Gulden höheres Angebot ab. In der Sitzung des Bürgerausschusses vom 12. April plädierten zahlreiche Mitglieder dafür, das Gelände öffentlich zu versteigern, um den bestmöglichen Preis erzielen zu können. Nach der Aussprache fiel die Entscheidung: 42 Stimmen waren für den Verkauf des Geländes an die BASF, 68 dagegen. Noch am Nachmittag des 12. April 1865 ging Friedrich Engelhorn zusammen mit Seligmann Ladenburg und Carl Ladenburg über die Schiffsbrücke zu den Bauern auf dem Hemshof und in Friesenheim, um dort die benötigten Grundstücke zu erwerben. Zur öffentlichen Versteigerung des Mannheimer Areals, die die Stadt Mannheim vierzehn Tage nach der Abstimmung des Bürgerausschusses durchführte, erschien kein Interessent.
Zügig machte sich Friedrich Engelhorn an den Aufbau der Fabrik. Unmittelbar nach Erhalt der Konzession erfolgte im Mai 1865 der erste Spatenstich. Erste Teile des Werks gingen bereits im Herbst desselben Jahres in Betrieb. Nach dem Abschluss der Bauarbeiten nahm im Juni 1867 eine technische Kommission die Anlagen ab.

## Als Direktor der BASF

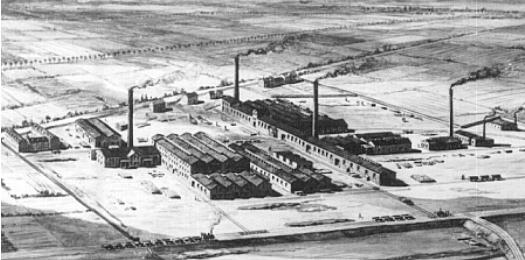
BASF-Werk Ludwigshafen 1866

Als kaufmännischer Direktor der BASF hatte Friedrich Engelhorn maßgeblichen Anteil an deren raschem Aufstieg. Zwei Jahre nach der Firmengründung beschäftigte das Werk bereits 315 Arbeitnehmer. Mit Heinrich Caro, Heinrich Brunck und Carl Glaser stießen weitere junge Chemiker zu dem Unternehmen.
Die Gesellschaft wurde auch auf dem Feld der Forschung tätig. 1868 war es erstmals gelungen, den roten Farbstoff Alizarin synthetisch herzustellen. Engelhorn sicherte sich die Mitarbeit der beiden Entdecker Carl Graebe und Carl Liebermann. Als 1870 die synthetische Produktion im industriellen Stil begann, war dies der erste große Erfolg für die BASF. Unabhängig von der BASF hatte auch der englische Chemiker William Henry Perkin ein Verfahren zur Erzeugung von Alizarin in großem Maßstab entwickelt. Um einen langwierigen Patentstreit zu vermeiden, schlug Engelhorn dem Engländer eine Teilung des Weltmarkts vor. Dieser stimmte zu und schließlich wurde am 13. März 1870 in London darüber ein Vertrag abgeschlossen.
Anfänglich ließ die BASF ihre Erzeugnisse über bereits etablierte Farbenhändler vertreiben. Der Erfolg des Alizarins machte es aber erforderlich, eine eigene Verkaufsorganisation aufzubauen. Engelhorn knüpfte Kontakte zu den Stuttgarter Farbenfirmen von Gustav Siegle und Rudolf Knosp und schließlich kam es 1873 zur Fusion der drei Fabriken.

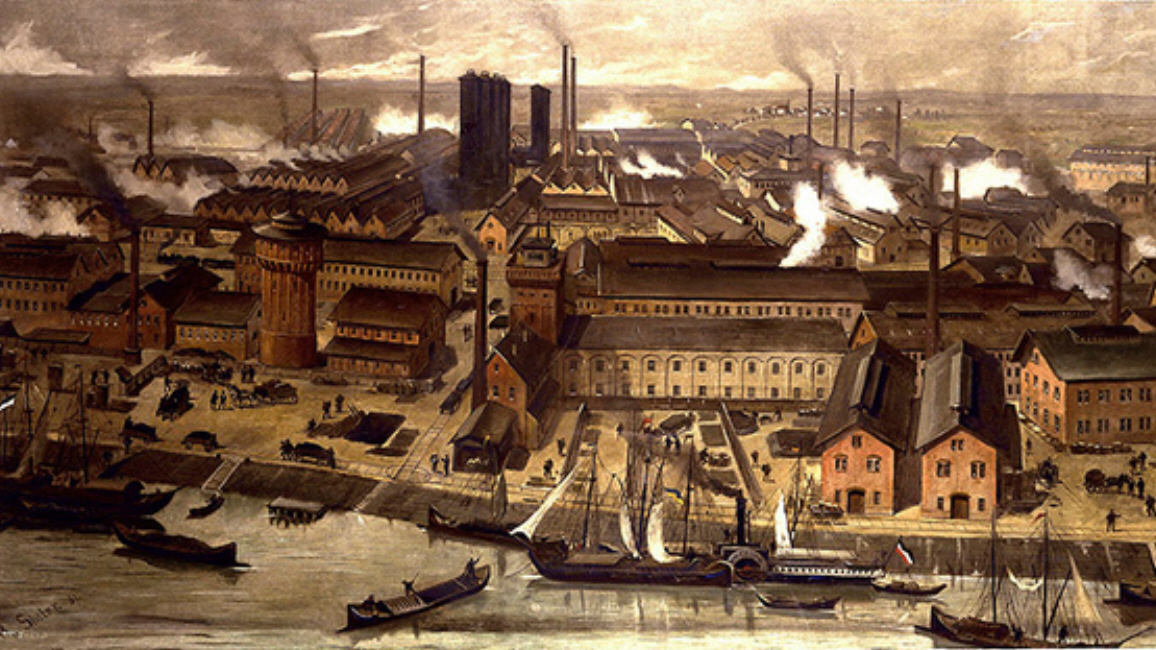
BASF-Werk Ludwigshafen 1881

Als Kaufmännischer Direktor war Engelhorn auch für die sozialen Belange der Arbeiter verantwortlich. Unter seiner Ägide entstand ab dem Jahre 1871 die erste Arbeitersiedlung der BASF auf dem Hemshof, die 50 Wohngebäude umfasste. Das Modell eines Siedlungshauses wurde auf der „Dritten Pfälzischen Industrieausstellung“ in Kaiserslautern ausgestellt, wo es im August 1872 die Aufmerksamkeit und Anerkennung der deutschen Kaiserin Augusta fand. 1883 wurde Friedrich Engelhorn mit dem Ritterkreuz 1. Klasse des bayerischen Verdienstordens vom Heiligen Michael ausgezeichnet. 1887 erhielt er vom badischen Großherzog in höchster Anerkennung das Ritterkreuz erster Klasse des Ordens vom Zähringer Löwen.
Im Jahr 1880 gelang es Adolf Baeyer, den blauen Farbstoff Indigo, der als „König der Naturfarbstoffe“ galt, im Labor synthetisch darzustellen. Zur Sicherung der Entwicklung schloss die BASF umgehend einen Vertrag mit dem Chemiker. Doch dauerte es fast zwei Jahrzehnte, bis ein preisgünstiges Verfahren entwickelt war und man mit der industriellen Herstellung von Indigo beginnen konnte.

## Weitere Firmenbeteiligungen Friedrich Engelhorns
Friedrich Engelhorns unternehmerische Tätigkeit blieb nicht auf die BASF beschränkt. Er war insgesamt an 39 Gesellschaften beteiligt. Seit 1865 war er an der späteren Mannheimer Gummi-, Guttapercha- und Asbestfabrik beteiligt. In seiner Geburtsstadt Mannheim wurde er ferner Teilhaber einer Brotfabrik. Er war Mitgründer der Rheinischen Creditbank, der Mannheimer Versicherung sowie der Mannheimer Rückversicherung und übernahm anschließend in den Aufsichtsräten der Gesellschaften Verantwortung für deren künftige Entwicklung. Zudem saß Engelhorn in den Aufsichtsräten der Badischen Gesellschaft für Zuckerfabrikation, der Pfälzischen Ludwigsbahn, der Mannheimer Portland-Cement-Fabrik und der Rheinischen Hypothekenbank.
Engelhorns finanzielles Engagement ging auch über die Grenzen des „Rhein-Neckar-Raums“ hinaus. Er wurde Teilhaber der Dampfziegelei Durlach, der Consolidirten Alkaliwerken in Westeregeln, des Kalibergwerks Gewerkschaft Neustaßfurt, der Deutsche Celluloid-Fabrik AG im sächsischen Eilenburg und der Firma Gebrüder Kannengießer in Ruhrort, aus der 1895 die Bergbau- und Schiffahrts-Aktiengesellschaft hervorging. Zudem war er Eigentümer der Konstanzer Patentfalzziegelei Fr. Engelhorn.
In Mannheim engagierte sich Friedrich Engelhorn außerdem bei der Schaffung neuer Baugebiete. 1883 war er maßgeblich an der Erschließung der sogenannten „Baumschulgärten“ beteiligt. Engelhorn erwarb das künftige Bauland und erschloss es mit Straßen und Abwasserleitungen, die auf seine Kosten gebaut wurden. Anschließend verkaufte er die Parzellen an Architekten und Bauunternehmer. Ähnlich verfuhr er einige Jahre später im Stadtteil Lindenhof, wo er 1891 das sogenannte Gontardsche Gut erwarb.

## Erwerb der Firma „C. F. Boehringer und Söhne“
Nachdem es zu Missstimmigkeiten mit seinen Partnern gekommen war, schied Friedrich Engelhorn 1883 aus dem Vorstand der BASF aus. Im selben Jahr investierte er größere Beträge in das Mannheimer Pharmaunternehmen C. F. Boehringer und Söhne. Gleichzeitig trat sein ältester Sohn Friedrich nach seiner Promotion in die Geschäftsleitung ein, der die Firma in den folgenden Jahren zu einem der führenden Chininhersteller der Welt machte.
Für seine Verdienste an der wirtschaftlichen Entwicklung der Stadt Ludwigshafen wurde Friedrich Engelhorn im Jahre seines Ausscheidens aus der BASF von der bayerischen Regierung zum Kommerzienrat ernannt.

## Privatleben

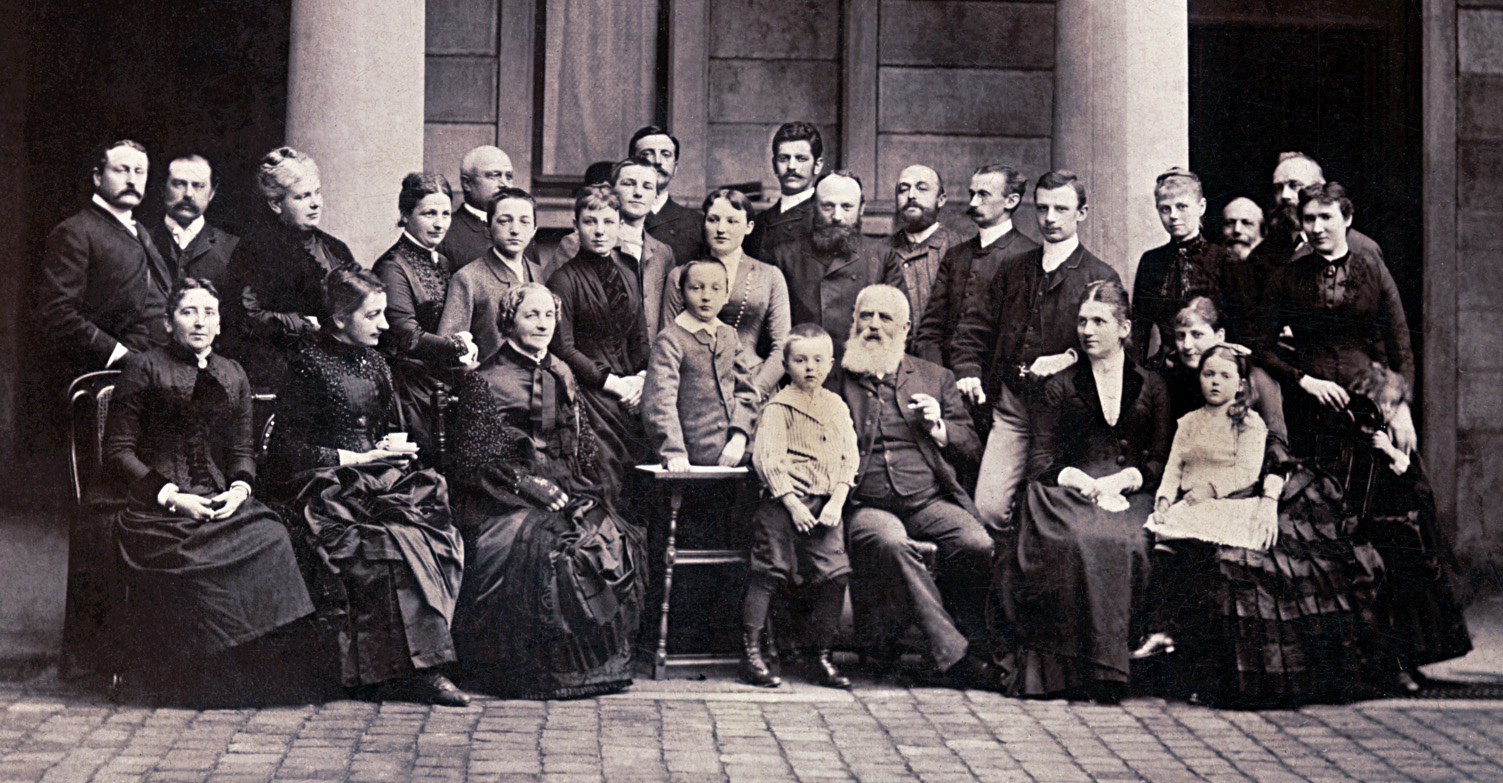
Friedrich Engelhorn und seine Familie, Aufnahme von 1887

Friedrich Engelhorn war seit Juni 1847 mit der wohlhabenden Mannheimer Brauerstochter Marie Brüstling (1825–1902) verheiratet. Aus der Ehe gingen zwölf Kinder hervor. Der älteste Sohn Fritz verstarb im Kindesalter.
Die drei Söhne machten unterschiedliche Karrieren. Friedrich (1855–1911) schloss sein Chemiestudium an der Kaiser-Wilhelm-Universität Straßburg mit der Promotion ab und übernahm anschließend die Geschäftsführung der Firma C. F. Boehringer und Söhne in Mannheim. Robert (1856–1944) machte sich als Genre- und Landschaftsmaler einen Namen und war an maßgeblicher Stelle an der Gründung der Kunsthalle in Baden-Baden beteiligt. Louis (1859–1930) wanderte nach Amerika aus und war in New York als Geschäftsführer in verschiedenen Unternehmen tätig.
Von den acht Töchtern trat Elise (1852–1920) hervor, die selbst unternehmerische Verantwortung übernahm. Sie heiratete 1872 den Eisenwerks- und Gutsbesitzer Eugen von Gienanth aus Eisenberg. Nach dessen frühem Tod im Jahre 1893 leitete sie für 18 Jahre das Eisenberger Eisenwerk. Bertha Engelhorn (1851–1878) heiratet 1873 den Politiker Carl Reiß.
Sein ältester Bruder Johann Christoph (auch Jean) Engelhorn (1818–1897) wurde später der Gründer des Stuttgarter J. Engelhorn Verlags. Seine Schwester Helene Louise Engelhorn (1820–1846) heiratete 1838 den Revolutionär und Verleger Heinrich Hoff. Cousin Eduard Engelhorn war Verwaltungsbeamter.
Zu Beginn der 1870er Jahre entschloss sich Friedrich Engelhorn, für sich und seine Familie in Mannheim einen repräsentativen Wohnsitz errichten zu lassen. Er erwarb ein barockes Adelspalais der Gräfin von Isenburg an der Breiten Straße unweit des Mannheimer Schlosses, an dessen Stelle in den Jahren 1873–1875 das Palais Engelhorn im Renaissancestil erstellt wurde. Die Ausgestaltung der Innenräume übernahm der Stuttgarter Architekt Adolf Gnauth. In den Jahren 1883–85 wurde das Stadthaus durch Wilhelm Manchot erweitert. Kernstück des Anbaus war ein mit Elementen der islamischen Baukunst gestalteter „Maurischer Saal“.

## Tod und Nachleben

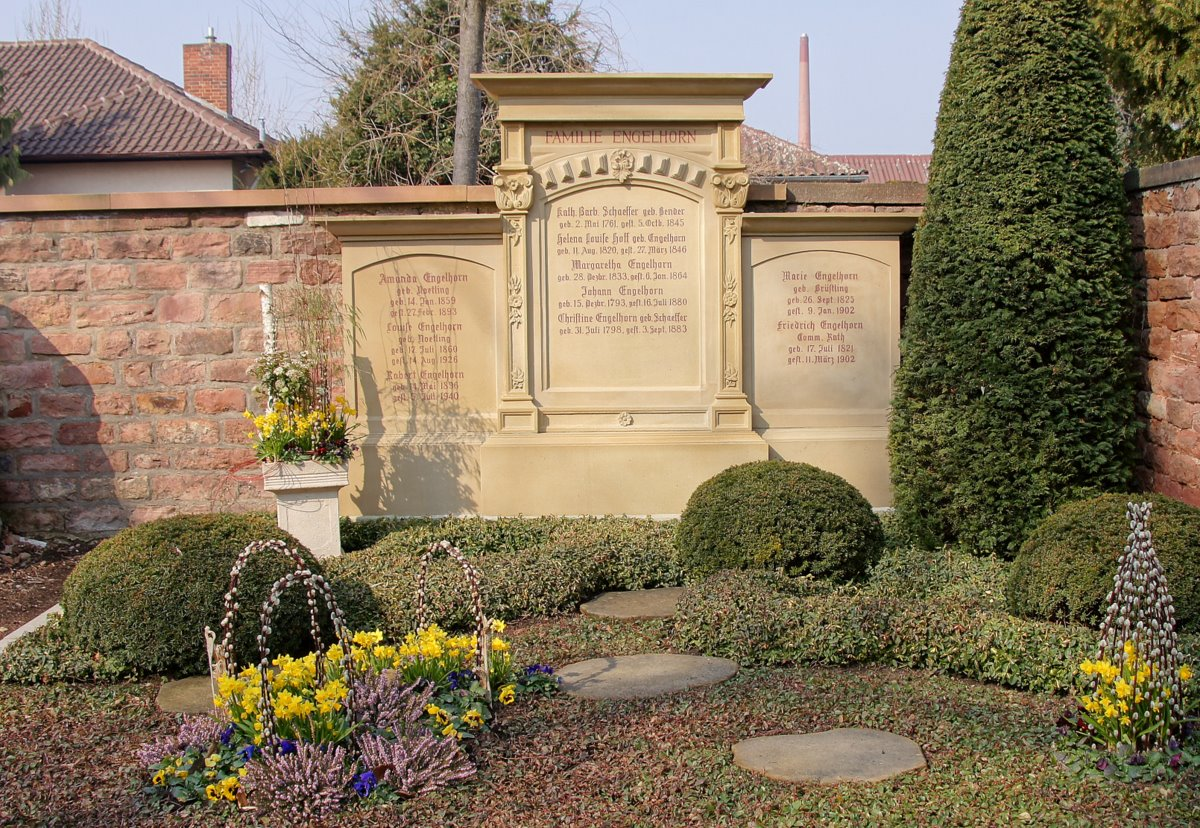
Engelhorns Grab auf dem Mannheimer Hauptfriedhof

Friedrich Engelhorn verstarb am 11. März 1902. Seine letzte Ruhestätte fand er auf dem Mannheimer Hauptfriedhof. Fünf Jahre vor seinem Tod hatte er aus Anlass seiner Goldenen Hochzeit zusammen mit seiner Frau die „Friedrich und Marie Engelhorn-Stiftung“ gegründet, die in Mannheim bedürftige Familien unterstützte.
Der Name Friedrich Engelhorns lebt auf unterschiedlichste Weise bis heute fort. In Mannheim,  in Maxdorf bei Ludwigshafen und im sächsischen Eilenburg wurden Straßen nach dem Chemieunternehmer benannt. 1957 gab die BASF ihrem neuen Verwaltungsgebäude, das bei seinem Bau das höchste Hochhaus der Bundesrepublik war, den Namen Friedrich-Engelhorn-Hochhaus. Wegen schwerer Bauschäden und -mängel musste das Gebäude in den Jahren 2013/14 abgerissen werden. Ein Neubau ist nicht geplant. Das Andenken an Friedrich Engelhorn wird darüber hinaus durch das Friedrich Engelhorn-Archiv e. V. in Mannheim bewahrt.

## Nachfahren
Sein Urenkel Curt Engelhorn war bis zum Verkauf 1997 Mitgesellschafter von Boehringer Mannheim. Marlene, die Enkelin von seinem Urenkel Peter Engelhorn und dessen Frau Traudl Engelhorn-Vechiatto, trat 2021 eine Diskussion los über die fehlende Erbschaftssteuer in Österreich.
Ein Ururenkel von ihm ist der Meeresbiologe Nikolaus Gelpke.

## Film
- 200 Jahre Friedrich Engelhorn – Geschichte und Geschichten., 2021[43]